# Entry Sequenced Data Set
Een Entry Sequenced Data Set (ESDS) is een type dataset dat gebruikt wordt door het VSAM-opslagsysteem. 
Records worden benaderd op basis van hun sequentiële volgorde, dat is de volgorde waarin ze naar het bestand zijn geschreven. Dat betekent dat voor het benaderen van een specifiek record alle records sequentieel doorzocht moeten worden tot het betreffende record is gelokaliseerd, of het record moet benaderd worden door gebruik te maken van een relatief fysiek adres, bijvoorbeeld het aantal bytes vanaf het begin van het bestand. 
ESDS is daarom erg tijdrovend en daarom was er vraag naar andere manieren van recordbenadering.